# 広津式ヘリコプター
広津式ヘリコプター（ひろつしきヘリコプター）は、日本の金沢大学で研究されたヘリコプター。飛行には至っていない。

## 概要
飛行に至った初の日本製ヘリコプターである特殊蝶番試作レ号を太平洋戦争中に開発していた廣津萬里（広津万里）は、戦後の1948年（昭和23年）に助教授として金沢大学工学部に赴任した後もヘリコプターの研究を継続し、模型を用いたローターの取付部金具の研究などを経て、1952年（昭和27年）に小型ヘリコプターの実大模型を試作した。しかし、ヘリコプターの枢要部についての特許がすでに他国に押さえられていたことや、廣津が1960年（昭和35年）に教授として明治大学に身を移したことから、計画は中止される形となった。
機体は単一メイン・ローター式を採用したもので、実大模型は「模型」とはされるものの、マツダ製のオート三輪のエンジンを搭載しておりローターを動力回転させることが可能だった。また、ローターとは別に推進式に配置されたプロペラも備えていた。